# ديفيد تومسون (سياسي)
ديفيد تومسون (بالإنجليزية: David Thomson)‏ هو ضابط وجندي وسياسي أسترالي، ولد في 21 نوفمبر 1924 في سالي في أستراليا، وتوفي في 13 أكتوبر 2013 في أستراليا. حزبياً، نشط في الحزب الوطني الأسترالي. وقد انتخب عضو مجلس النواب الأسترالي عن دائرة Division of Leichhardt ‏ (13 ديسمبر 1975 – 5 مارس 1983).